# رون ويليمز
رون ويليمز (بالهولندية: Ron Willems)‏ (20 سبتمبر 1966 في هولندا - ) هو لاعب كرة قدم هولندي في مركز الهجوم. لعب مع أياكس أمستردام وبي إي سي زفوله وتفينتي أنشخيدة وديربي كاونتي ونادي غراسهوبر زيوريخ.

## وصلات خارجية
- رون ويليمز على موقع قاعدة بيانات كرة القدم.إي يو (الإنجليزية)
- رون ويليمز على موقع Soccerbase.com (لاعب) (الإنجليزية)
- رون ويليمز على موقع عالم كرة القدم.نت (الإنجليزية)